# Русско-европейская лайка
Русско-европейская лайка — порода охотничьих собак, выведена в 1947 году в СССР путём слияния нескольких пород лаек (архангельской, карельской, вотяцкой, лайки коми и других). Характеризуется окрасом в различных комбинациях чёрного и белого цветов.

## История породы
Современная русско-европейская лайка выведена в питомнике Всесоюзного научно-исследовательского института охоты в Калининской области.

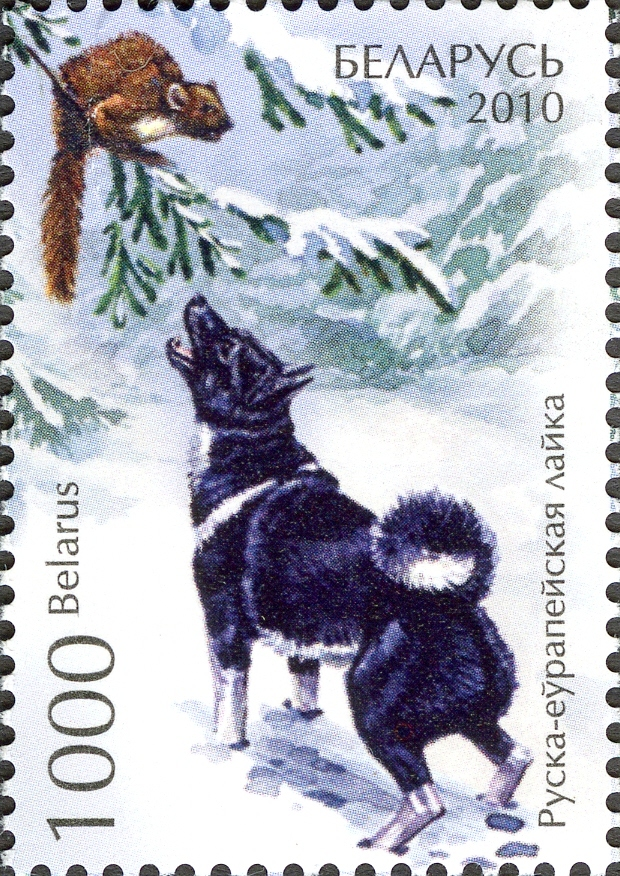
Русско-европейская лайка на почтовой марке Белоруссии 2010 г.

В 1980 году русско-европейская лайка признана Международной кинологической федерацией и отнесена к 5-й группе «Шпицы и породы примитивного типа» (секция 2 «Северные охотничьи собаки»), наряду с двумя другими русскими породами — восточносибирской и западносибирской лайками.

## Внешний вид
Собака среднего роста, крепкого и сухого типа конституции, с хорошо развитой мускулатурой, живая, подвижная. Высота в холке кобелей 52—58 см, сук 48—54 см.
Голова клинообразная, сухая, довольно широкая в черепной части, при взгляде сверху приближается к равностороннему треугольнику. Длина морды несколько короче длины черепной коробки. Переход ото лба к морде постепенный, малозаметный, скулы хорошо выражены. Морда заострена, сухая, параллельна линии лба. Губы сухие, плотно прилегающие. Глаза — с весёлым, живым выражением, ясные. Средней величины, овальные, поставлены несколько косо, не запавшие и не на выкате, коричневые и тёмно-коричневые при любом окрасе шерсти. Уши стоячие, подвижные, небольшие, умеренно высоко поставленные, в форме треугольника, с широким основанием и острыми вершинами.
Конечности прямые и параллельные. Пясти слегка наклонные, лапы в комке, сводистые. Прибылые пальцы на задних конечностях нежелательны. Хвост посажен высоко, загнут кольцом или серпом на спину или прижат к бедру. На быстром ходу кольцо развёртывается. В спокойном состоянии собаки допускается держать хвост опущенным. По длине развёрнутый хвост доходит последним позвонком до скакательного сустава или на 1-2 см короче.
Шерсть густая, грубая, прямая, с мягким подшёрстком. Покровный волос на шее, холке и плечах образует пышный воротник и загривок. На голове, ушах и конечностях шерсть короткая. На задних ногах на тыльной стороне волос более удлинён и образует пышные штаны. Хвост опушён равномерно по всей длине, с несколько более длинным волосом на его нижней стороне, который, однако, не образует подвес. Окрас чёрно-белый, в различных соотношениях этих цветов. Это означает, что собака может быть совсем чёрная, но у неё должно быть хоть одно белое пятнышко, и наоборот, собака может быть совсем белая, но у неё должно быть хотя бы одно чёрное пятнышко.